# Cerodontha piliseta
Cerodontha piliseta är en tvåvingeart som beskrevs av Becker 1903. Cerodontha piliseta ingår i släktet Cerodontha och familjen minerarflugor. Inga underarter finns listade i Catalogue of Life.